# Chambelán

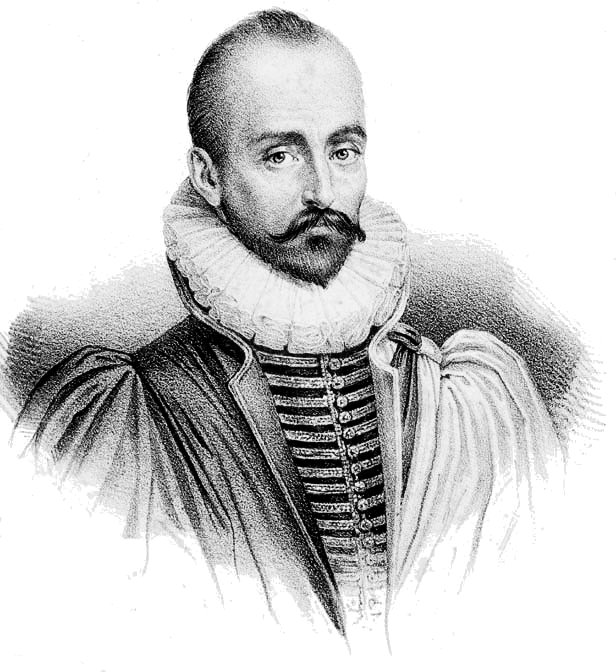
Un chambelán de celebración de los quince años en algunos países.

Un chambelán es un funcionario a cargo de un hogar. En muchos países este cargo está asociado a la residencia de los soberanos y es de carácter honorífico. Etimológicamente, al igual que su sinónimo camarlengo proviene del francés chambellan, y este del germánico kamarling.
Chambelán también quiere decir, según el diccionario María Moliner, "persona noble que acompaña a la reina". Históricamente, monasterios, catedrales y ciudades medievales disponían del cargo de chambelán. 
Así pues, el director financiero de la Ciudad de Londres es todavía conocido como chambelán (Chamberlain en inglés).
En un uso moderno popular, se refiere al acompañante en el baile y la ceremonia de celebración de los quince años en algunos países.

## Cargos
Algunos de los principales puestos conocidos son:

### Austria
- Chambelanes del Emperador de Austria. (Categoría)

### Castilla
- Camarero
- Camarero mayor

En la casa real de Castilla el cargo de chambelán, entendido como  jefe de la cámara del rey, se denominaba "camarero" o "camarero real". Su uso se modificó cuando se introdujeron el estilo y los nombres de la casa de Borgoña.

### Francia
- Gran Chambelán de Francia
- Gran Camarero de Francia

### Japón
- Junta de chambelanes (Japón)

### Lucca
- Chambelanes del Duque de Lucca. (Categoría)

### Noruega
- Lord Chambelán de Noruega

### Portugal
- Chambelán-mayor de Portugal
- Chambelán del Príncipe de Portugal

### Prusia
- Chambelanes del Rey de Prusia (Categoría)

### Reino Unido
- Lord Chamberlain (Lord Chamberlain of the Household)
- Lord Great Chamberlain

### Vaticano
- Camarlengo (Chambelán de la Santa Iglesia Romana)
- Caballeros Papales (conocidos antiguamente como Cameriere di spada e cappa)